# Lophodermium magellanicum
Lophodermium magellanicum är en svampart som först beskrevs av Speg., och fick sitt nu gällande namn av J.C. Walker 1980. Lophodermium magellanicum ingår i släktet Lophodermium och familjen Rhytismataceae.   Inga underarter finns listade i Catalogue of Life.